# فرنسيس فالنتينو
فرنسيس فالنتينو (بالإنجليزية: Francis Valentino)‏ هو طبال أمريكي، ولد في 30 مايو 1988.